# Coye-la-Forêt
Coye-la-Forêt je francouzská obec v departementu Oise v regionu Hauts-de-France. V roce 2010 zde žilo 3 749 obyvatel.

## Vývoj počtu obyvatel
Počet obyvatel 